# أليكس ماكسيميليانو سيلفا
أليكس ماكسيميليانو سيلفا (بالإسبانية: Alex Maximiliano Silva) هو لاعب كرة قدم أوروغواياني في مركز الهجوم، ولد في 14 نوفمبر 1990 في مونتفيدو في الأوروغواي. لعب مع سنترال إسبانيول.

## وصلات خارجية
- أليكس ماكسيميليانو سيلفا على موقع قاعدة بيانات كرة القدم.إي يو (الإنجليزية)
- أليكس ماكسيميليانو سيلفا على موقع Soccerway.com (الإنجليزية)
- أليكس ماكسيميليانو سيلفا على موقع عالم كرة القدم.نت (الإنجليزية)